# Barreira (Lousame)
Barreira (Oficialmente A Barreira) es una aldea española del municipio de Lousame, La Coruña, Galicia. Pertenece a la parroquia de Tállara. 
En 2021 tenía una población de 17 habitantes (11 hombres y 6 mujeres). Está situada en el suroeste del municipio a 331 metros sobre el nivel del mar y 9,1 kilómetros de la capital municipal. Las localidades más cercanas son Guiende y Pascual.